# 5703 Гевелій
5703 Гевелій (5703 Hevelius) — астероїд головного поясу, відкритий 15 листопада 1931 року.
Тіссеранів параметр щодо Юпітера — 3,359.